# Utica (Nebraska)
Utica es una villa ubicada en el condado de Seward en el estado estadounidense de Nebraska. En el Censo de 2010 tenía una población de 861 habitantes y una densidad poblacional de 721,11 personas por km².

## Geografía
Utica se encuentra ubicada en las coordenadas 40°53′43″N 97°20′43″O / 40.89528, -97.34528. Según la Oficina del Censo de los Estados Unidos, Utica tiene una superficie total de 1.19 km², de la cual 1.19 km² corresponden a tierra firme y (0%) 0 km² es agua.

## Demografía
Según el censo de 2010, había 861 personas residiendo en Utica. La densidad de población era de 721,11 hab./km². De los 861 habitantes, Utica estaba compuesto por el 98.03% blancos, el 0.23% eran afroamericanos, el 0.23% eran amerindios, el 0.93% eran asiáticos, el 0% eran isleños del Pacífico, el 0.12% eran de otras razas y el 0.46% pertenecían a dos o más razas. Del total de la población el 1.39% eran hispanos o latinos de cualquier raza.